# The Day After (película de 2017)
The Day After (en hangul, 그 후; romanización revisada del coreano: Geu-hu) es una película dramática surcoreana escrita, producida y dirigida por Hong Sang-soo (autor también de la música), y protagonizada por Kwon Hae-hyo, Kim Min-hee, Kim Sae-byuk y Jo Yoon-hee.

## Sinopsis
Kim Bong-wan es el dueño de una pequeña editorial y un hombre infelizmente casado, que ha tenido una aventura con su asistente, Chang-sook, durante algún tiempo. Aunque la mujer lo abandonó hace un mes, su esposa Hae-joo se entera del asunto el mismo día que Kim le da la bienvenida a una nueva asistente, Ah-reum, una bella e inteligente joven aspirante a escritora. La mujer, enfurecida, entra en la oficina y se enfrenta con Ah-reum creyendo que es ella la antigua amante. Al poco reaparece la misma Chang-sook.

## Reparto
- Kwon Hae-hyo como Kim Bong-wan.[5][6][7]
- Kim Min-hee como Song Ah-reum.[5]
- Kim Sae-byuk como Lee Chang-sook.[5][8][6]
- Jo Yoon-hee como Song Hae-joo.[6]
- Ki Joo-bong.
- Park Ye-ju.
- Kang Tae-woo como el repartidor del restaurante chino.

## Crítica
Panos Kotzathanasis (HanCinema) echa en falta en esta película el humor característico de las películas de Hong Sang-soo, aunque sí mantiene la ironía inteligente, por ejemplo en el uso de la música intensa en ciertas escenas dramáticas, «una burla al estilo hollywoodiense que utiliza la música para potenciar escenas débiles o incluso indiferentes». Por lo demás, la considera otro ejemplo del cine minimalista del director, centrado en unos diálogos ingeniosos, tanto que en ocasiones parece una obra de teatro, «otro trabajo muy interesante de Hong Sang-soo, que definitivamente satisfará a los fanáticos de su estilo único».
Carlos Boyero (El País), sin embargo, la considera «una tediosa historia de adulterio atormentado filmada en blanco y negro, con planos fijos que no se acaban nunca», sin «nada atractivo que contar».
Carlos Loureda (Fotogramas) celebra el nuevo filme del «inagotable» Hong Sang-soo, que «se aleja de los momentos de vodevil que tanto le gustan (aquí sólo unas gotas bañan la película), para acogerse a un tono más sobrio y melancólico. Detrás de la ficción se adivina una sombra autobiográfica que mejora, aún si cabe, su consolidado estilo. Otra gran entrega del genio coreano».

## Premios y nominaciones
| Año  | Premios                      | Categoría      | Candidato     | Resultado | Ref.   |
| ---- | ---------------------------- | -------------- | ------------- | --------- | ------ |
| 2017 | Festival de Cannes           | Palma de Oro   | Hong Sang-soo | Nominada  |        |
| 2018 | 12.º Premios Asian Film      | Mejor película | The Day After | Nominada  | [ 11 ] |
| 2018 | 12.º Premios Asian Film      | Mejor director | Hong Sang-soo | Nominada  | [ 11 ] |
| 2018 | 12.º Premios Asian Film      | Mejor actriz   | Kim Min-hee   | Nominada  | [ 11 ] |
| 2018 | 23.º Premios Chunsa Film Art | Mejor director | Hong Sang-soo | Nominada  | [ 12 ] |